# BackTrack
BackTrack fue una distribución GNU/Linux en formato LiveCD pensada y diseñada para la auditoría de seguridad informática en general. Su sucesor es la distribución Kali Linux que fue desarrollado a partir de la reescritura de esta distribución por el mismo equipo Offensive Security.
Se deriva de la unión de dos grandes distribuciones orientadas a la seguridad, Auditor + WHAX. WHAX es la evolución del Whoppix (WhiteHat Knoppix), el cual pasó a basarse en la distribución Linux SLAX en lugar de Knoppix. La última versión de esta distribución cambió el sistema base, antes basado en Slax y ahora en Ubuntu.
Incluye una larga lista de herramientas de seguridad aptas para el uso, entre las que destacan numerosos escaneadores de puertos y vulnerabilidades, archivos de exploits, sniffers, herramientas de análisis forense y herramientas para la auditoría Wireless. Fue incluida en el puesto 7 de la famosa lista "Top 100 Network Security Tools" de 2006.

## Whoppix y WHAX
Whoppix es una distribución Live de linux que nació con la intención de proporcionar un entorno unificado para la auditoría de seguridad. Su nombre deriva de White Hat Knoppix. La última versión antes de convertirse en WHAX (White Hat Slax), fue la 2.7
WHAX está pensado para pruebas de seguridad y penetración de sistemas. Posee las últimas versiones de varias herramientas de seguridad. El cambio de nombre se debe a la migración del sistema base, originalmente Knoppix, ahora todos son iguales

## Herramientas
Backtrack le ofrece al usuario una extensa colección de herramientas completamente usables desde un Live CD o un Live USB por lo que no requiere una instalación para poder usarse. O bien, se ofrece la opción de instalar en un disco duro.
Entre las herramientas ofrecidas se encuentran:
- Aircrack-ng, herramientas para auditoría inalámbrica
- Kismet, Sniffer inalámbrico
- Ethercap, Interceptor/Sniffer/Registrador para LAN
- Wireshark, analizador de protocolos
- Medusa, herramienta para ataque de fuerza bruta
- Nmap, rastreador de puertos

Y una larga lista de otras herramientas, que se agrupan en 11 familias:
- Recopilación de Información
- Mapeo de Puertos
- Identificación de Vulnerabilidades
- Análisis de aplicaciones Web
- Análisis de redes de radio (WiFi, Bluetooth, RFID)
- Penetración (Exploits y Kit de herramientas de ingeniería social)
- Escalada de privilegios
- Mantenimiento de Acceso
- Forenses
- Ingeniería inversa
- Voz sobre IP

Cabe destacar que siempre se le pueden añadir más herramientas y software libre para desarrolladores de programación, herramientas de oficina, etc. Que originalmente no trae Backtrack, por otro lado también los creadores de esta distro pueden personalizar a gusto el backtrack.

## Versiones publicadas
Según su registro de desarrollo, Remote Exploit liberó las siguientes versiones de BackTrack.
| Fecha      | Lanzamiento                            |
| ---------- | -------------------------------------- |
| 05/02/2006 | BackTrack 1.0 Beta                     |
| 26/05/2006 | The BackTrack 1.0 Final                |
| 13/10/2006 | BackTrack 2 Primera Beta               |
| 19/11/2006 | BackTrack 2 Segunda Beta               |
| 06/03/2007 | BackTrack 2 Final                      |
| 17/12/2007 | BackTrack 3 Beta                       |
| 19/06/2008 | BackTrack 3 Final                      |
| 11/02/2009 | BackTrack 4 Beta                       |
| 19/06/2009 | BackTrack 4 Final                      |
| 09/01/2010 | BackTrack 4 Final                      |
| 08/05/2010 | BackTrack 4 R1 Final                   |
| 22/11/2010 | BackTrack 4 R2 Final                   |
| 10/05/2011 | BackTrack 5 Final (núcleo 2.6.38)      |
| 18/08/2011 | BackTrack 5 R1 Final (núcleo 2.6.39.4) |
| 01/03/2012 | BackTrack 5 R2 Final (núcleo 3.2.6)    |
| 01/08/2012 | BackTrack 5 R3 Final (núcleo 3.4.2)    |

## BackTrack 5
El nombre código del lanzamiento es "revolution", pues da lugar a una serie de cambios muy importantes dentro de la distribución. BackTrack 5 está basado en Ubuntu 10.04 LTS (Lucyd Lynx) y, por primera vez, ofrece soporte para arquitecturas de 32 y 64 bits, algo nuevo en la distribución, pues, hasta ahora, se había lanzado exclusivamente la versión de 32 bits.
Es oficialmente soportado el entorno de escritorio KDE 4, Gnome y Fluxbox, lo que permite al usuario descargar la edición con el entorno de escritorio de su preferencia.
Es también la primera versión de BackTrack que incluye el código fuente completo dentro de sus repositorios, aclarando así cualquier problema de licencias que se haya presentado en BackTrack 4.
Se ha refrescado por completo la lista de herramientas que se incluyen en la nueva versión, y se han ido agregando más herramientas a los repositorios oficiales. También hay una sección en la página oficial para hacer sugerencias para incluir herramientas nuevas.
El lanzamiento de ésta nueva versión tuvo lugar el 10 de mayo de 2011.

## Versiones sucesoras
Tras 7 años de desarrollo, Offensive Security dejó el soporte para Backtrack, debido a que lanzaron una nueva versión de esta distribución llamada Kali Linux, que incluye numerosas mejoras y mayor robustez, desde el 2013.